# 椿姫 (バレエ)

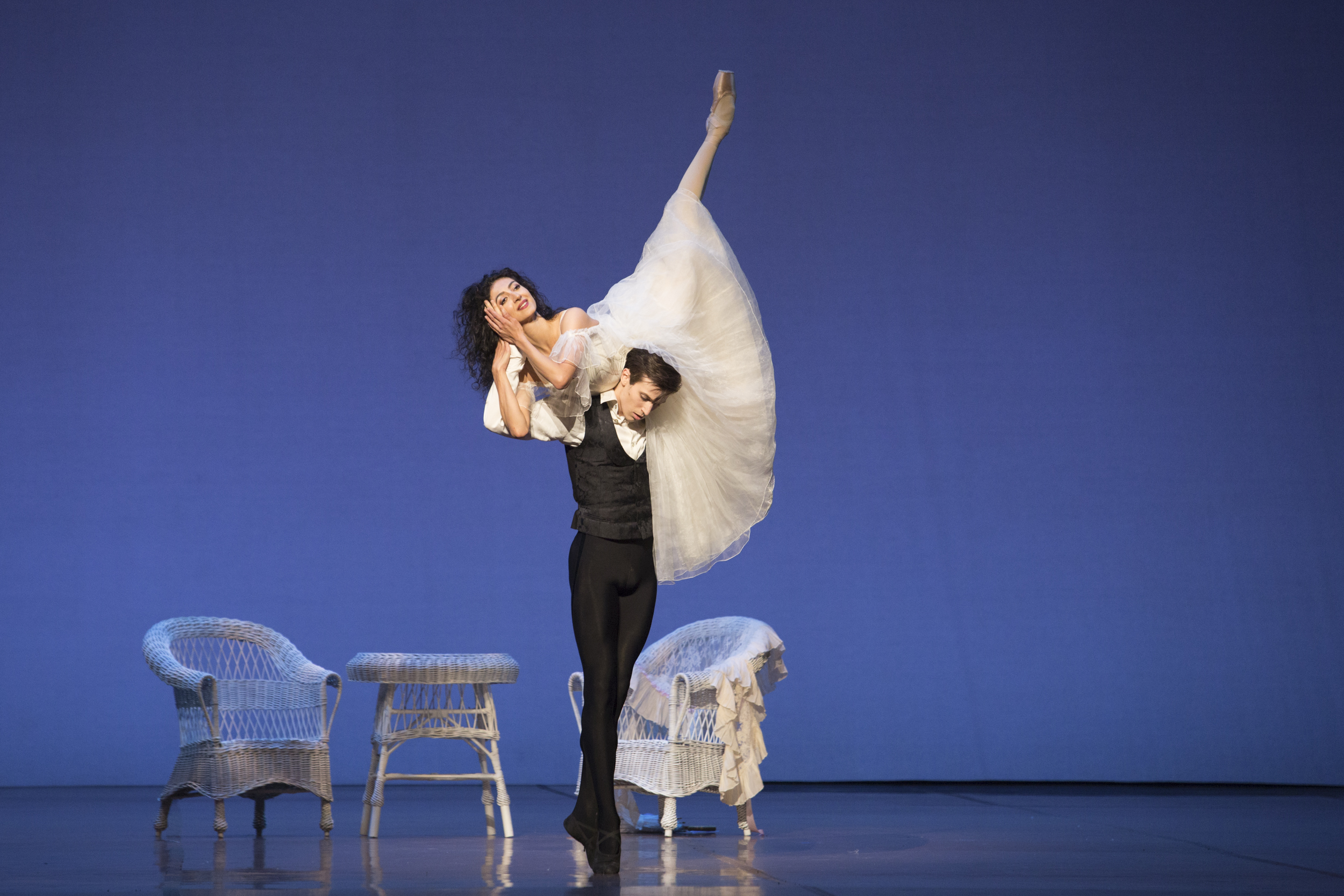
マルグリットとアルマンのパ・ド・ドゥ
（ポーランド国立バレエ団による上演）

『椿姫』（つばきひめ、ドイツ語：Die Kameliendame）「ノイマイヤー版」は、アレクサンドル・デュマ・フィス（小デュマ）の同名の小説を原作に、ジョン・ノイマイヤーが振り付けたバレエ作品。全3幕。美術・衣装はユルゲン・ローゼが担当し、1978年11月4日にシュトゥットガルト州立劇場大ホールでシュトゥットガルト・バレエ団によって初演が行われた。
注：小説・戯曲『椿姫』を原作とするバレエ作品は、ノイマイヤー版以外にもフレデリック・アシュトン振付の「マルグリットとアルマン」をはじめ、複数の作品が存在する。

## 概略
振付家のノイマイヤーは、原作小説から直接想を得て、原作と同時代の作曲家フレデリック・ショパンの楽曲を用いて振り付けた。ジュゼッペ・ヴェルディのオペラ『椿姫』との関連性はなく、ストーリーもオペラより原作に忠実である。
元々は初演で主役を務めた名プリマ、マリシア・ハイデのために創作された作品であったが、現在はシュトゥットガルト・バレエやノイマイヤー率いるハンブルク・バレエ以外でも上演されている。2006年のパリ・オペラ座バレエ初演ではオペラ座のスターダンサーたちによる競演が、また2007年のミラノ・スカラ座初演がスカラ座プリマ・バレリーナ、アレッサンドラ・フェリの引退公演となったことなどが話題となった。また作中のパ・ド・ドゥはガラ公演での演目としても人気が高い。
- 振付：ジョン・ノイマイヤー
- 原作：『椿姫』(La Dame aux camelias）、アレクサンドル・デュマ・フィス(小デュマ)
- 音楽：フレデリック・ショパン
- 初演：1978年　シュトゥットガルト・バレエ　マルグリット役はマリシア・ハイデ

## 主な登場人物
- マルグリット：高級娼婦
- アルマン：ブルジョワ階級の青年
- デュヴァル氏：アルマンの父
- 公爵：マルグリットのパトロン
- 伯爵：マルグリットの愛人志願者
- オランピア：マルグリットの商売敵の娼婦
- プリュダンス：マルグリットと親しい女

- マノン：劇中劇『マノン・レスコー』の女主人公
- デ・グリュ：劇中劇『マノン・レスコー』の男主人公

## あらすじ

### プロローグ
亡くなった高級娼婦・マルグリットの邸宅で、彼女の遺品の競売が行われている。生前のマルグリットと関わりのあった人々が訪れる中、マルグリットの恋人であった青年・アルマンが駆け込んでくる。彼女の死を現実として突きつけられ、倒れこむアルマン。彼を助け起こした父のデュヴァル氏も、自分の家族と彼女のため良かれと思ってしたことが招いた悲劇に苦しんでいる。アルマンは、見覚えのある彼女の数々の遺品を前に、マルグリットとの日々を回想する。

### 第1幕
アルマンが初めてマルグリットに出会った劇場。艶やかに微笑みアルマンをからかう美しい彼女がどういう種類の女か知りながら、彼はマルグリットにどうしようもなく惹かれていく。舞台では『マノン・レスコー』が演じられるが、マルグリットとマノン、アルマンとデ・グリュが鏡像のように向かい合い、彼らの運命を暗示する（第1楽章）。具合が悪くなり、居室に下がったマルグリットを見舞うアルマン。彼の情熱的なアプローチにマルグリットも次第に心を動かされ、彼に椿の花を手渡す（第2楽章、パ・ド・ドゥ）。しかし、マルグリットはアルマンの想いを受け入れた後も、彼の気持ちにお構いなく相変わらず放埓な生活を続ける（第3楽章）。

### 第2幕
夏、マルグリットはアルマンや友人たちと田舎の家で遊び暮らしている（ショパンのピアノ・ソロの小曲に合わせ軽妙な踊りが披露される）。その様子を見たパトロンの公爵は激怒するが、マルグリットはアルマンを本気の恋人だと公言し、公爵との関係を断つ。マルグリットはもはや娼婦ではなく、ただの恋する乙女としてアルマンとの真実の愛に生きようとする（ピアノソナタ第3番第3楽章、パ・ド・ドゥ）。だが、2人の関係を知ったアルマンの父・デュヴァル氏がマルグリットを訪ね、息子と別れて欲しいと懇願する。内心ではデュヴァル氏と同じことを考えていたマルグリットの脳裏に「マノン」の姿がよぎる。苦悩の末、「自分は『マノン』にはなるまい」と、マルグリットはアルマンとの別離に同意する（前奏曲第15番）。アルマンの留守に手紙だけを残して姿を消したマルグリットを追って、彼はパリに駆け戻るが、そこで見たものは自室に男を招き入れるマルグリットの姿であった。何も知らないアルマンはマルグリットに裏切られたのだと思い込み、絶望に打ちひしがれる。

### 第3幕
冬、パリのシャンゼリゼでマルグリットとアルマンは再会する。マルグリットは病が悪化しやつれきっていたが、傍目には新しい愛人と以前通り華やかな生活を送っているように見えた。アルマンはマルグリットへの当てつけに、愛してもいないオランピアと付き合い、ことさらに親しく振舞って見せるが、虚しさだけが募っていく。一方で毅然と振舞い続けていたマルグリットも耐え切れなくなり、病躯をおして一夜だけアルマンの元を訪れる。最初は彼女を拒絶しながらも、もう一度やり直せるのではないかと思うアルマンと、彼に別離の事情を告げることはできず、また自分に残された時間はわずかだと覚悟もしているマルグリットの気持ちはずれたまま、それでも抑え難い情熱に突き動かされ、2人は狂気のような最後の愛を交わす（バラード第1番、通称「黒のパ･ド･ドゥ」。なお、これに相当する場面はオペラでは描かれない）。しかしそれも一夜限りのことだと思ったアルマンは、舞踏会でマルグリットを散々苛めた挙句、「一夜の代金」の入った封筒を突きつける（＝マルグリットを「恋人」ではなく「娼婦」として扱ったという意味）。最後のショックについにマルグリットは倒れ、アルマンは傷心旅行に出てしまう。
マルグリットはアルマンと別れた真の理由と彼への愛を日記に書き残していた。『マノン・レスコー』ではマノンは愛するデ・グリュの腕の中で息絶えるが、マルグリットは再びアルマンに逢うことなく孤独な死を迎えたのだった。

## 音楽
以下の順序で、フレデリック・ショパンのピアノ曲が用いられている。
プロローグ
- ピアノソナタ第3番ロ短調 作品58（1844年）からラルゴ

第1幕
- ピアノ協奏曲第2番ヘ短調 作品21（1829年）

第2幕
- 華麗なる円舞曲 作品34からワルツ第1番（1835年）
- 3つのエコセーズ（夜想曲、葬送行進曲と併せて作品72、1826年）
- 華麗なる円舞曲 作品34からワルツ第3番（1838年）
- ピアノソナタ第3番ロ短調 作品58からラルゴ
- 前奏曲第2番 イ短調
- 前奏曲第17番 変イ長調
- 前奏曲第15番 変ニ長調
- ピアノソナタ第3番ロ短調 作品58からラルゴ
- 前奏曲第2番 イ短調
- 前奏曲第24番 ニ短調

第3幕
- ポーランド民謡による大幻想曲イ長調 作品13（1828年）
- バラードト短調 作品23（1831-35年）
- アンダンテ・スピアナートと華麗なる大ポロネーズ変ホ長調 作品22（1830-31/1834年）
- ピアノとオーケストラのための協奏曲ホ短調 作品11から第2楽章ロマンツェ（1830年）
- ピアノソナタ第3番ロ短調 作品58からラルゴ